# عمر العمادي
عمر العمادي (مواليد 5 أبريل 1995) هو لاعب كرة قدم قطري يلعب كلاعب وسط يلعب في نادي قطر.
كانت بداياته مع النادي العربي و إنتقل إلى نادي قطر عام 2017 .

## روابط خارجية
- عمر العمادي على موقع قاعدة بيانات كرة القدم.إي يو (الإنجليزية)
- عمر العمادي على موقع Soccerway.com (الإنجليزية)
- عمر العمادي على موقع عالم كرة القدم.نت (الإنجليزية)